# Ailinginae
Ailinginae (en marshallès: Aelōn̄in Ae) és un atol deshabitat,per culpa de les proves nuclears de Castle Bravo, de l'oceà Pacífic que forma un districte legislatiu de la cadena de Ralik de les Illes Marshall. Comprèn 25 illes i illots, té una superfície terrestre de tan sols 2,8 km² i envolta una llacuna amb una superfície de 105,96 km². Es troba 13 quilòmetres a l'oest de Rongelap.

## Història
El primer albirament registrat pels europeus va ser fet pel navegant espanyol Álvaro de Saavedra l'1 de gener de 1528. Juntament amb l'atol Utirik i l'atol Rongelap, foren nomenats "Islas de los Reyes" per la proximitat de l'Epifania.
L'atol va ser reclamat per l'Imperi Alemany, juntament amb la resta de les Illes Marshall, el 1884. Després de la Primera Guerra Mundial va quedar sota el domini de l'Imperi Japonès. Després de la Segona Guerra Mundial va quedar sota el control dels Estats Units. Forma part de les Illes Marshall des de la seva independència, el 1986. L'atol és deshabitat des del 1954, quan els pocs illencs van ser evacuats a causa de la por per les proves nuclears de Castle Bravo al proper atol de Bikini.